# Placide-Louis Chapelle
Pour les articles homonymes, voir Chapelle (homonymie).
Placide-Louis Chapelle, né le 28 août 1842 à Rûnes (Lozère) et mort le 9 août 1905 à La Nouvelle-Orléans est un ecclésiastique français qui fut archevêque de Santa Fe, au Nouveau-Mexique, puis archevêque de La Nouvelle-Orléans en Louisiane.

## Biographie

### La France
Natif de Rûnes, hameau lozérien de l'ancienne commune de Fraissinet-de-Lozère (aujourd'hui Pont-de-Montvert-Sud-Mont-Lozère), il fit ses études classiques à Mende et les poursuivit à Enghien en Belgique. Après de brillantes études philosophiques et théologiques au séminaire  Sainte-Marie de Boston, il reçut le titre de docteur en théologie sacrée (STD).

### Baltimore puis Santa Fe
Ordonné prêtre le 28 juin 1865, il fut envoyé à la paroisse Saint-Jean de Rockville, dans le Maryland, et quatre ans plus tard à la paroisse Saint-Joseph de Baltimore.
En 1882, alors qu'il est à la paroisse Saint-Mathieu de Washington, il prend la tête du clergé. Au mois de novembre de 1891, il est consacré évêque titulaire d'Arabissus (de) et évêque coadjuteur de Santa Fe, avec droit de succession, par James Gibbons avec comme co-consécrateurs Jean-Baptiste Salpointe (en) et John Joseph Kain.
Le 7 janvier 1894, il devient l'évêque ordinaire de Santa Fe.

### La Nouvelle-Orléans
Léon XIII lui accorde cependant la charge apostolique de La Nouvelle-Orléans le 7 décembre 1897. L'année suivante, il devient délégué apostolique à Cuba (en) et à Porto Rico (en), ainsi qu'envoyé extraordinaire aux Philippines (en).
Sa mission aux Philippines fut particulièrement délicate, car il dut vivre quotidiennement les tractations de la guerre hispano-américaine. Sa connaissance de l'anglais, de l'espagnol et du français et son excellente connaissance de la constitution américaine lui permirent de rendre de grands services au Saint-Siège.
Lors du traité de paix signé à Paris, il intervint pour assurer la conservation des propriétés ecclésiales acquises sous le régime espagnol. L'un de ses premiers gestes fut de persuader le général Otis de libérer les prêtres et religieux tenus captifs par Aguinaldo. Il réorganisa les affaires de l'Église et aida à la pacification du pays. Léon XIII et Pie X reconnurent formellement ses contributions au service de l'Église.
En Louisiane, même s'il avait déjà un évêque auxiliaire, il tenait à visiter personnellement chacune de ses paroisses. De retour à la Havane le 30 mai 1905, il va y remplir ses fonctions pastorales, mais revient d'urgence à La Nouvelle-Orléans après l'éclosion d'une épidémie de fièvre jaune. Proche de ses paroissiens mourants, il est lui-même atteint de la maladie, avant de mourir le 9 août 1905. Quatre jours plus tôt, en écrivant sa dernière lettre pastorale, il offrait sa vie à Dieu pour son peuple.

### Postérité
En 1962 a été fondé à Metairie, en Louisiane, le Archbishop Chapelle High School, une école secondaire privée exclusivement réservé aux filles. L'école a été appelé ainsi en l'honneur du premier archevêque de La Nouvelle-Orléans. Dès la première année il y avait 9 professeurs pour 236 étudiantes.

## Succession apostolique
Placide-Louis Chapelle a ordonné les évêques suivants :
- Évêque Gustave Augustin Rouxel (1899)
- Archevêque Francisco de Paula Barnada y Aguilar (1899)
- Archevêque James Hubert Blenk, S.M. (1899)
- Archevêque Pedro Ladislao González y Estrada (es) (1903)
- Évêque Braulio Orue-Vivanco (en) (1903)
- Évêque Bonaventure Broderick (en) (1903)
- Évêque Antonio Aurelio Torres y Sanz, O.C.D. (1904)
- Évêque Cornelius Van de Ven (en) (1904)